# Gentiane asclépiade
Gentiana asclepiadea
Espèce
Classification phylogénétique
La Gentiane asclépiade ou gentiane à feuilles d'asclépiade (Gentiana asclepiadea) est une plante herbacée vivace de la famille des Gentianacées.

## Description
C'est une plante assez grande, en touffe, aux tiges plutôt grêles, aux feuilles caulinaires opposées, lancéolées, aux fleurs bleues tubulaires, généralement disposées par paires à l'aisselle des feuilles. Feuillage persistant.

## Caractéristiques

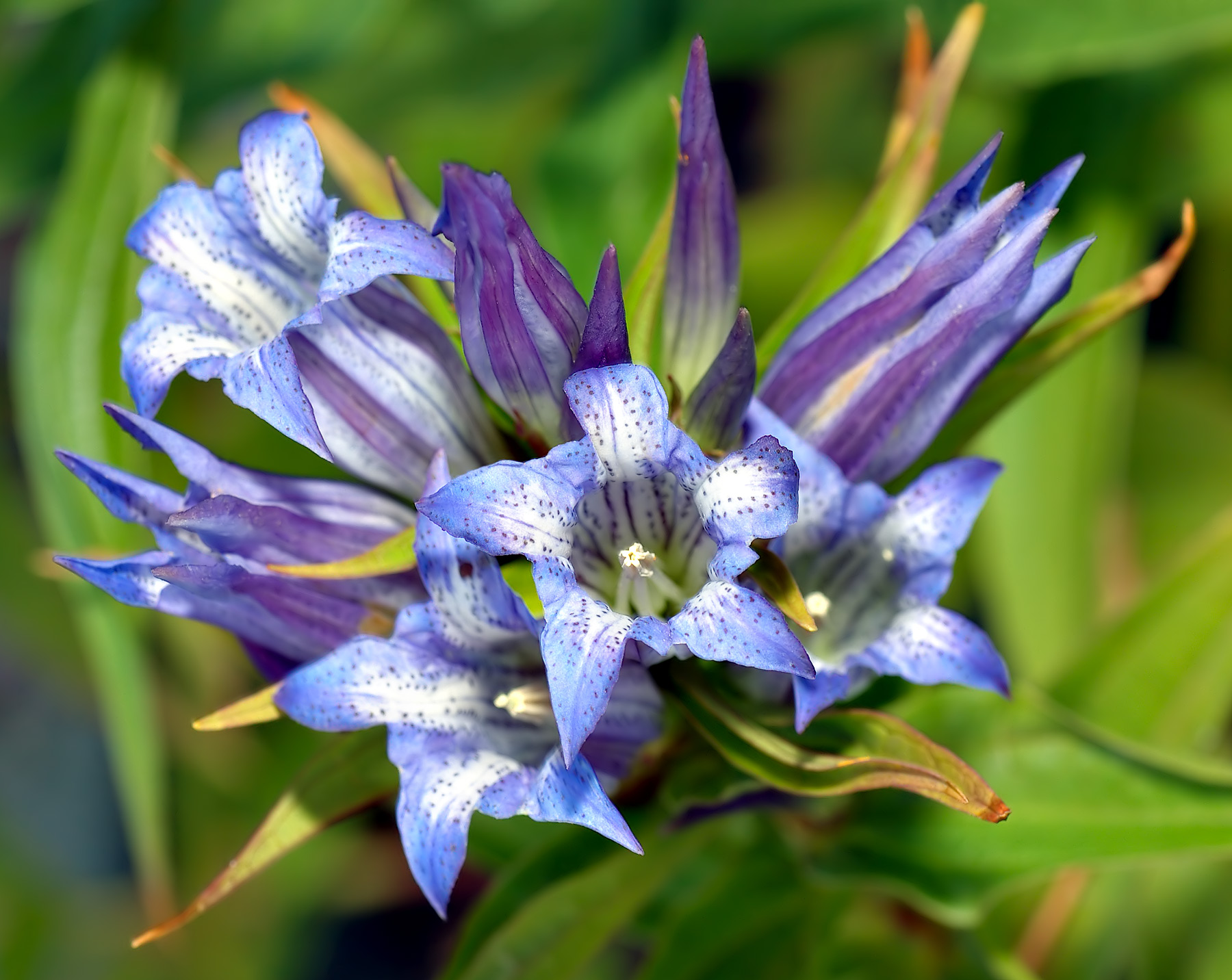
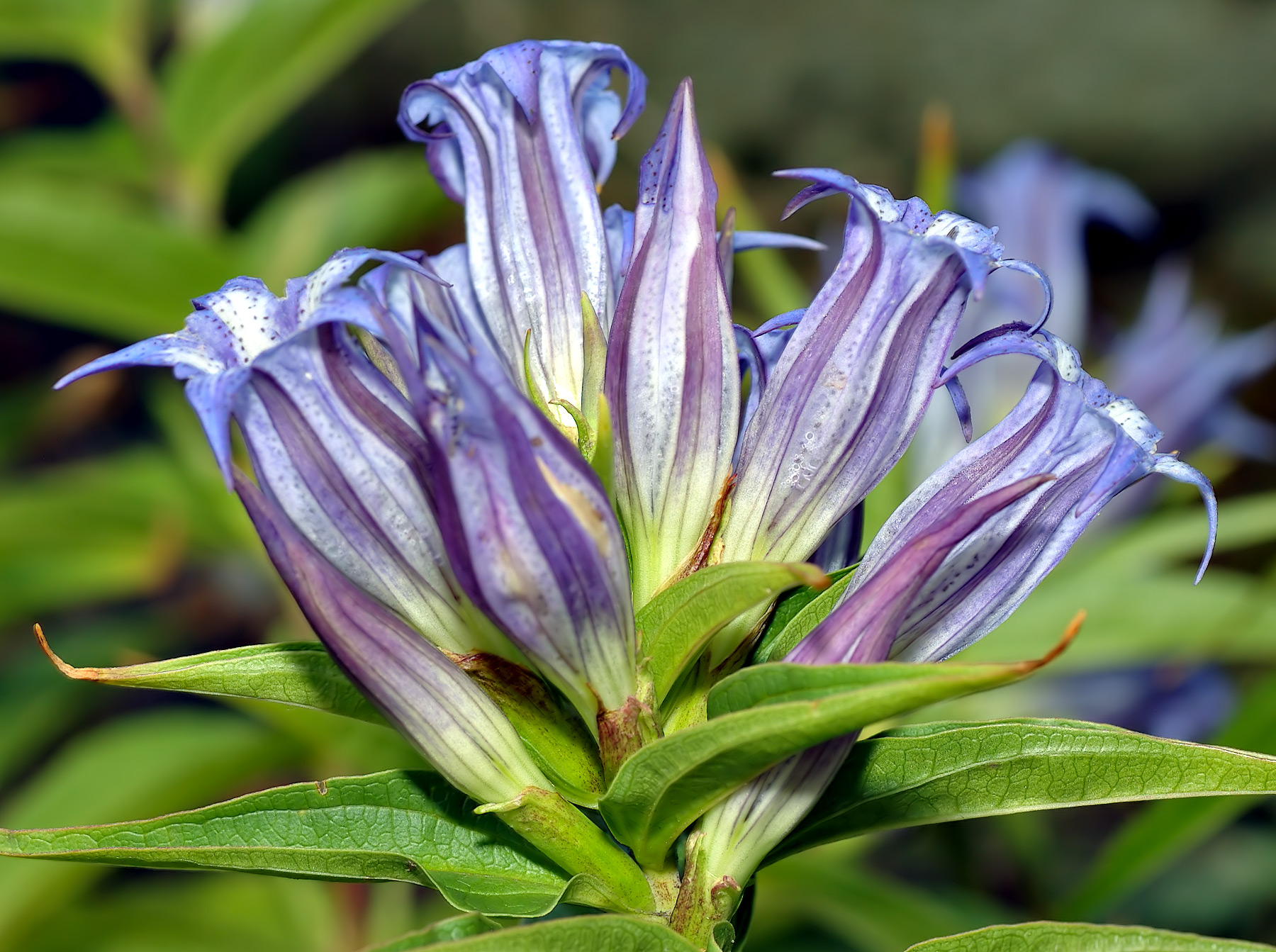

Organes reproducteurs
- Type d'inflorescence : glomérules
- Répartition des sexes : hermaphrodite
- Type de pollinisation : entomogame
- Période de floraison : août à septembre

Graine
- Type de fruit : capsule
- Mode de dissémination : barochore

Habitat et répartition
- Habitat type : près paratourbeux médioeuropéens, basophiles, montagnards
- Aire de répartition : européen méridional

D'après Julve, Ph., 1998 ff. - Baseflor. Index botanique, écologique et chorologique de la flore de France. Version : 23 avril 2004